# Ginevra de' Benci

Pannåns baksida är försedd med en inskription.

Ginevra de' Benci är en målning av den italienske renässanskonstnären Leonardo da Vinci. Den målades 1474–1478 och ingår sedan 1967 i samlingarna på National Gallery of Art i Washington D.C.
Målningen porträtterar sannolikt den unga florentinska aristokraten och bankirdottern Ginevra de' Benci (cirka 1457–1521), troligen i samband med hennes förlovning med Luigi de Bernardo Niccolini 1474. Hon har ett stolt och reserverat ansiktsuttryck och saknar ovanligt nog helt smycken. Hon är placerad i ett landskap och bakom henne står en enbuske (italienska: ginepro) som förutom att symbolisera kyskhet även anspelar på hennes namn.   
Leonardo var ungefär fem år äldre än Ginevra de' Benci och gick ännu i lära hos Andrea Verrocchio i Florens när porträttet målades. Pannån var ursprungligen större; den nedre delen som tros ha visat hennes händer beskars vid något tillfälle, troligtvis på grund av en skada. Tavlans baksida är försedd med en bild av en krans flätad av lager- och palmblad som omger en enkvist. Det hela är förbundet med en bandslinga med inskriptionen "Virtvtem forma decorat" som på svenska blir "Hon pryder sin skönhet med dygd".  
Leonardo målade fyra berömda kvinnoporträtt, förutom Ginevra de' Benci även Damen med hermelinen (1489–1491), La Belle Ferronière (1490-1496) och Mona Lisa (1503).